# Musqueam
Musqueam (xʷməθkʷəy̓əm), pleme Stalo Indijanaca, šire grupe Cowichan, porodica Salishan, naseljeno na sjevernoj obali delte Fraser Rivera u kanadskoj provinciji Britanska Kolumbija. U ovom kraju žive oko 4.000 godina, a njihova kultura je tipična za plemena Sjeverozapadne obale. 
Populacija im je 1906. iznosila 96; 1.196 (2008); 1.236 (2010). Glavno selo bilo im je Male.
Ostali nazivi za njih su: Miskwiam, Misqueam, Musqueeam, Musqueom, QmE'çkoyim

## Rezervati
Pleme Musqueam danas živi na tri malena rezervata, to su Musqueam 2, Musqueam 4 i Sea Island 3

## Vanjske poveznice
- Musqueam  Arhivirana inačica izvorne stranice od 15. lipnja 2008. (Wayback Machine)
- Musqueam  Arhivirana inačica izvorne stranice od 8. studenoga 2009. (Wayback Machine)